# Grièges
Grièges és un municipi francès situat al departament de l'Ain i a la regió d'Alvèrnia-Roine-Alps. L'any 2007 tenia 1.751 habitants.

## Demografia

### Població
El 2007 la població de fet de Grièges era de 1.751 persones. Hi havia 673 famílies de les quals 131 eren unipersonals (41 homes vivint sols i 90 dones vivint soles), 230 parelles sense fills, 271 parelles amb fills i 41 famílies monoparentals amb fills.
La població ha evolucionat segons el següent gràfic:
Habitants censats

### Habitatges
El 2007 hi havia 719 habitatges, 674 eren l'habitatge principal de la família, 14 eren segones residències i 31 estaven desocupats. 675 eren cases i 41 eren apartaments. Dels 674 habitatges principals, 541 estaven ocupats pels seus propietaris, 127 estaven llogats i ocupats pels llogaters i 5 estaven cedits a títol gratuït; 5 tenien una cambra, 23 en tenien dues, 84 en tenien tres, 235 en tenien quatre i 327 en tenien cinc o més. 533 habitatges disposaven pel capbaix d'una plaça de pàrquing. A 271 habitatges hi havia un automòbil i a 366 n'hi havia dos o més.

### Piràmide de població
La piràmide de població per edats i sexe el 2009 era:
| Homes | Edats   | Dones |
| ----- | ------- | ----- |
| 0     | 95 o +  | 0     |
| 0     | 90 a 94 | 8     |
| 8     | 85 a 89 | 4     |
| 12    | 80 a 84 | 20    |
| 12    | 75 a 79 | 36    |
| 28    | 70 a 74 | 28    |
| 24    | 65 a 69 | 32    |
| 48    | 60 a 64 | 44    |
| 36    | 55 a 59 | 32    |
| 68    | 50 a 54 | 64    |
| 80    | 45 a 49 | 72    |
| 64    | 40 a 44 | 64    |
| 72    | 35 a 39 | 56    |
| 48    | 30 a 34 | 56    |
| 44    | 25 a 29 | 32    |
| 52    | 20 a 24 | 20    |
| 60    | 15 a 19 | 72    |
| 56    | 10 a 14 | 40    |
| 80    | 5 a 9   | 40    |
| 40    | 0 a 4   | 32    |

## Economia
El 2007 la població en edat de treballar era de 1.122 persones, 865 eren actives i 257 eren inactives. De les 865 persones actives 805 estaven ocupades (434 homes i 371 dones) i 60 estaven aturades (27 homes i 33 dones). De les 257 persones inactives 91 estaven jubilades, 92 estaven estudiant i 74 estaven classificades com a «altres inactius».

### Ingressos
El 2009 a Grièges hi havia 732 unitats fiscals que integraven 1.934,5 persones, la mediana anual d'ingressos fiscals per persona era de 18.287 €.

### Activitats econòmiques
Dels 63 establiments que hi havia el 2007, 2 eren d'empreses alimentàries, 3 d'empreses de fabricació d'altres productes industrials, 12 d'empreses de construcció, 16 d'empreses de comerç i reparació d'automòbils, 5 d'empreses d'hostatgeria i restauració, 2 d'empreses d'informació i comunicació, 3 d'empreses financeres, 2 d'empreses immobiliàries, 7 d'empreses de serveis, 7 d'entitats de l'administració pública i 4 d'empreses classificades com a «altres activitats de serveis».
Dels 19 establiments de servei als particulars que hi havia el 2009, 1 era un taller de reparació d'automòbils i de material agrícola, 4 paletes, 2 guixaires pintors, 1 fusteria, 1 lampisteria, 2 electricistes, 2 perruqueries, 5 restaurants i 1 saló de bellesa.
Dels 4 establiments comercials que hi havia el 2009, 1 era una gran superfície de material de bricolatge, 1 una botiga de menys de 120 m², 1 una botiga de mobles i 1 una joieria.
L'any 2000 a Grièges hi havia 24 explotacions agrícoles que ocupaven un total de 876 hectàrees.

## Equipaments sanitaris i escolars
L'únic equipament sanitari que hi havia el 2009 era una farmàcia.
El 2009 hi havia 2 escoles elementals.

## Poblacions més properes
El següent diagrama mostra les poblacions més properes.